# Liste der Naturdenkmale in Burgstetten
| Naturdenkmale | Anzahl |
| ------------- | ------ |
| FND           | 5      |
| END           | 2      |
| Gesamt        | 7      |

Die Liste der Naturdenkmale in Burgstetten nennt die verordneten Naturdenkmale (ND) der im baden-württembergischen Rems-Murr-Kreis liegenden Gemeinde Burgstetten. In Burgstetten gibt es insgesamt sieben als Naturdenkmal geschützte Objekte, davon fünf flächenhafte Naturdenkmale (FND) und zwei Einzelgebilde-Naturdenkmal (END).
Stand: 29. Oktober 2016.

## Flächenhafte Naturdenkmale (FND)
| Name                                    | Bild | Kennung     | Einzelheiten | Position | Fläche Hektar | Datum         |
| --------------------------------------- | ---- | ----------- | ------------ | -------- | ------------- | ------------- |
| Doline                                  |      | 81190180007 | Burgstetten  | ⊙        | 0,3           | 17. Aug. 1981 |
| Dolinen im Wald östlich Erbstetten      | BW   | 81190180004 | Burgstetten  | ⊙        | 2,2           | 31. Dez. 1986 |
| Flurgehölz und mehrere Obstbäume        | BW   | 81190180001 | Burgstetten  | ⊙        | 0,7           | 31. Dez. 1986 |
| Flurgehölze und Trockenrasen im Murrtal | BW   | 81190180002 | Burgstetten  | ⊙        | 0,3           | 13. Nov. 1992 |
| Söllbachschwinde                        | BW   | 81190180003 | Burgstetten  | ⊙        | 0,1           | 31. Dez. 1986 |
| Legende für Naturdenkmal                |      |             |              |          |               |               |

## Einzelgebilde (END)
| Name                     | Bild | Kennung     | Einzelheiten | Position | Fläche Hektar | Datum         |
| ------------------------ | ---- | ----------- | ------------ | -------- | ------------- | ------------- |
| Birnbaum                 |      | 81190180006 | Burgstetten  | ⊙        | 0,0           | 23. Aug. 1979 |
| Vier Robinien            | BW   | 81190180005 | Burgstetten  | ⊙        | 0,0           | 13. Nov. 1992 |
| Legende für Naturdenkmal |      |             |              |          |               |               |

## Ehemalige Naturdenkmale
| Name                                   | Bild | Kennung | Einzelheiten | Position | Fläche Hektar | Datum         |
| -------------------------------------- | ---- | ------- | --- | -------- | ------------- | ------------- |
| Linde                                  |      |         | Burgstetten Erbstetten                                                                                                   | ???      | 0,0           | 23. Aug. 1979 |
| Birnbaum                               |      |         | Burgstetten Burgstall. Seit 1986 FND "Flurgehölz und mehrere Obstbäume", ob der gemeinte Birnbaum noch steht ist unklar. | ???      | 0,0           | 23. Aug. 1979 |
| Alter Apfelbaum (Bittenfelder Sämling) |      |         | Burgstetten Burgstall | ???      | 0,0           | 23. Aug. 1979 |
| Legende für Naturdenkmal               |      |         | |          |               |               |